# Kampens resultat
Kampens resultat er den 10. lov i Fodboldloven i fodbold.
Den omhandler to aspekter af spillet:
- Procedure for at score
- Procedurer for at bestemme vinderen af en uafgjort kamp, i hvilken begge hold har lige mange mål efter 90 minutter.